# 栗额鵙鹛
栗额鵙鹛（学名：Pteruthius intermedius）为鶲科鵙鹛属的鸟类，俗名Chestnut-frontedShirkeBabbler。分布于印度、缅甸、泰国、老挝以及中国大陆的云南、广西等地，常见于常栖息在大树下和灌木丛中以及有时也见于林间空旷地。该物种的模式产地在印度尼西亚的爪哇西部。

## 亚种
- 栗额鵙鹛云南亚种（学名：Pteruthius intermedius intermedius）。分布于缅甸、泰国、老挝以及中国大陆的云南等地。该物种的模式产地在缅甸CentralTenasserimHills。[2]
- 栗额鵙鹛瑶山亚种（学名：Pteruthius intermedius yaoshanensis），是中国的特有物种。分布于广西等地。该物种的模式产地在广西瑶山。[3]